# Kött
Der Nachname Kött ist im deutschen Telefonbuch ca. 150 mal zu ermitteln.

## Herkunft
Der Familienname ist durch das Wort Kotte; Kote; Kate;  entstanden. Eine Kotte bzw. Kate war im 17./18. Jahrhundert ein Gebäude, in dem vorzugsweise Tagelöhner, die sogenannten „Kötter“ (im Schlesischen und in Preußen Häusler) wohnten, die kein eigenes Land besaßen. Dies bedeutet, dass die Menschen, die damals eine dieser Namensformen trugen, Tagelöhner waren. Mit der Ausprägung von Familiennamen entstanden eine Vielzahl ähnlicher Namen.

## Zusätzliche Ausprägungen
- Käther
- Kaether
- Kather
- Köter
- Köth
- Köthe
- Köther
- Kötter
- Kother
- Kotter
- Kothen
- Kotten
- Kötting
- Köthemann

Auch als Komposita wie Siepenkötter; Schliepköter; Strotköter.

## Bekannte Namensträger
- Christoph Florentius Kött (1801–1873), Bischof von Fulda (1848–1873)
- Luise Kött-Gärtner (* 1953), deutsche plastische Künstlerin
- Mimi Kött (eigentlich: Margit Weiß; 1890–1931), ungarische Sängerin und Schauspielerin